# Anoxia Station
Anoxia Station ist ein Einzelspieler-Rundenstrategie-Survival-Horror-Spiel, das vom unabhängigen Entwickler Yakov Butuzoff entwickelt und von Abylight Studios veröffentlicht wurde. Das Spiel erschien am 9. Mai 2025 exklusiv für Microsoft Windows über die Plattform Steam. Es kombiniert Elemente von Ressourcenmanagement, Survival-Horror und atmosphärischen Storytelling in einem düsteren postapokalyptischen Setting.

## Handlung & Setting
Das Spiel spielt in einer alternativen Realität im Jahr 1988, nachdem ein Supervulkan-Ausbruch die Erdoberfläche zerstört hat. Die meisten Menschen wurden ausgelöscht, und die Überlebenden leben in unterirdischen Stationen, den sogenannten „Anoxia Stationen“, unter extremen Umweltbedingungen wie Hitze, Strahlung und Sauerstoffmangel. Die Spieler übernehmen die Kontrolle über eine internationale Gruppe von „Terranauts“, deren Aufgabe es ist, lebenswichtige Ressourcen wie Erdöl zu fördern und gleichzeitig das Überleben der Crew zu sichern.
Die Atmosphäre von Anoxia Station ist von klassischen Science-Fiction- und Horrorwerken wie denen von H.R. Giger, den Filmen Alien, Dune sowie The Lighthouse inspiriert.

## Gameplay
Anoxia Station ist ein rundenbasiertes Strategiespiel, bei dem der Spieler Ressourcen wie Sauerstoff, Wasser, Energie und Kühlung verwalten muss. Spieler planen Bauprojekte, erhalten die Infrastruktur instand und erkunden prozedural generierte unterirdische Bereiche. Dabei treffen sie auf Umweltgefahren, aggressive Kreaturen und psychische Belastungen der Crew.
Jedes Crewmitglied besitzt individuelle Fähigkeiten, und die psychische Gesundheit der Terranauts spielt eine wesentliche Rolle. Das Spiel zeichnet sich durch seinen hohen Schwierigkeitsgrad und permanente Konsequenzen aus, darunter der dauerhafte Verlust von Charakteren.
Es gibt mehrere Spielmodi, darunter eine narrative Kampagne und einen Quick-Game-Modus, der auf Zufallselemente und Permadeath setzt.

## Entwicklung
Die Entwicklung von Anoxia Station wurde von Yakov Butuzoff geleitet, mit künstlerischer Unterstützung von Daria Vodyanaya. Das Spiel wurde mit der Game Maker Engine umgesetzt und von Abylight Studios veröffentlicht.
Die Entwickler gaben an, von Spielen wie Frostpunk und Into the Breach sowie von Filmen wie Alien und The Lighthouse inspiriert worden zu sein. Eine öffentliche Demo wurde vor dem offiziellen Release veröffentlicht und erhielt positive Resonanz. Das Entwicklerteam unterstützt eine mehrsprachige Lokalisierung für ein internationales Publikum.

## Rezeption
Anoxia Station wurde überwiegend positiv bewertet. Kritiker lobten die dichte Atmosphäre, die Kombination aus Horror und Strategie sowie das Ressourcenmanagement. Einige bemängelten die hohe Lernkurve und Schwierigkeit des Spiels.